# Овруцький ґебіт
О́вруцький ґебі́т (нім. Kreisgebiet Owrutsch «Овруцька округа») — адміністративно-територіальна одиниця Житомирської генеральної округи райхскомісаріату Україна з центром в Овручі. 

## Історія
Округу утворено 20 жовтня 1941 опівдні на території Базарського, Народицького і Овруцького районів.
1 квітня 1943 до Овруцької округи відійшов Словечанський район тодішньої Олевської округи. 5 липня 1943 Словечанський район (нім. Rayon Slowetschno) було перейменовано на Хлуплянський (нім. Rayon Chupljani).
Станом на 1 вересня 1943 Овруцький ґебіт поділявся на 4 німецькі райони: Базарський (нім. Rayon Basar), Народицький (нім. Rayon Naroditschi),  Овруцький (нім. Rayon Owrutsch) і Хлуплянський (нім. Rayon Chupljani).
В Овручі виходив часопис «Овруцькі вісті». 